# Senior

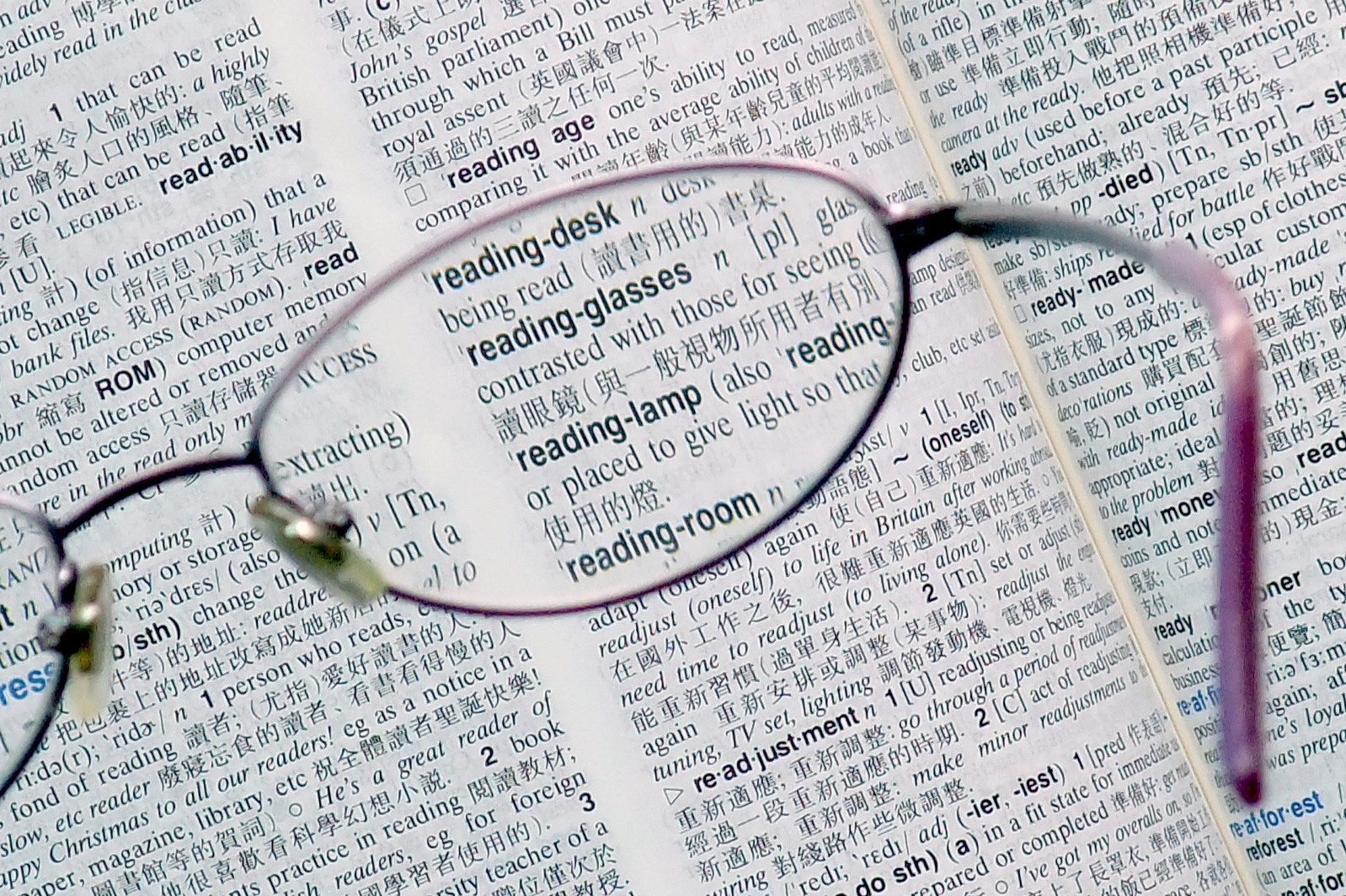
Les lunettes de lecture, un accessoire caractéristique des seniors résultant de la presbytie, un trouble de la vision lié à l'âge qui est la conséquence du vieillissement normal de l'œil humain.

« Senior » redirige ici. Pour les autres significations, voir Senior (homonymie).
Un senior, ou sénior  est une personne faisant partie de la catégorie dite des seniors, liée à son âge. En fonction de l'angle adopté, plusieurs définitions de la notion peuvent coexister et correspondre à des âges différents. Les définitions les plus courantes sont les suivantes :
- Dans le domaine de la santé, l'organisation mondiale de la santé définit statistiquement les individus comme personnes âgées à partir de 60 ans[2] tandis que le monde médical constate qu'un déclin significatif des capacités physiques et cérébrales de l'être humain débute généralement entre 45 et 50 ans[3],[4],[5],[6],[7].

- Dans le monde du travail, les seniors sont les personnes en activité professionnelle qui sont en dernière partie de carrière soit généralement après 45 ans[8],[9]ou 50 ans[10],[11],[12] selon les sources.

- L'administration considère comme personnes âgées les individus de plus de 60 ou de 65 ans. Ce sont les limites d'âges à partir desquelles les diverses caisses d’allocations versent certaines aides spécifiques (APA, ASPA, ASH[13]).

- Dans le sport, on appelle « équipe seniors », une équipe sportive dont l'âge des joueurs se situe après la catégorie juniors (généralement moins de 20 ans) et avant la catégorie vétérans (généralement plus de 45 ans)[14].

L'emploi des seniors est fortement lié à l'équilibre des régimes de retraite. Cela est devenu un enjeu politique à tel point que l'Union européenne fixe des objectifs de taux d'emploi pour les seniors. La filière économique qui s'adresse spécifiquement aux seniors est qualifiée de « silver économie ».

## Âge à partir duquel une personne est considérée comme appartenant à la catégorie des seniors
Dans le monde du travail, le terme est employé pour des personnes ayant plus de 45 ans. 
Le corps médical français qualifie de seniors les personnes âgées de plus de 70 ans, car l’âge moyen observé du premier accident de santé sérieux est 73 ans. 
Dans le sport, les seniors sont beaucoup moins âgés. Par exemple, pour la Fédération Française d'Athlétisme, on est « senior » dès l'âge de 23 ans.
Les sociologues, comme Vincent Caradec ou Serge Guérin, montrent que la notion de senior est largement liée au regard que la collectivité porte sur la prise d'âge. Ils explicitent combien l'âge évolue en fonction des contextes sociaux.
Une nouvelle définition est apparue pour prendre en compte l'évolution des modes de vie des seniors et l'allongement des temps de la retraite : on parle de « jeune senior » ou « jeune retraité » pour faire référence aux personnes dans la cinquantaine ou soixantaine. Ainsi Serge Guérin propose le terme de Boomers Bohèmes (BooBos), pour marquer que les jeunes seniors se distinguent fortement (physiquement, moralement et socialement) de leurs aînés. Ils forment un nouveau type sociologique de seniors.
Dans un premier temps, l'usage du mot « senior » s'est généralisé dans la langue du travail et de la politique comme une circonlocution généralement acceptée. 
Au Québec, on emploie le mot « aîné » pour désigner cette notion. 
L'accord national interprofessionnel du 13 octobre 2005 fixe comme limite l'âge de 45 ans mais certains organismes de recherche d'emploi français fixent cette limite à 50 ans[réf. nécessaire].
Dans le domaine de la santé, l'OMS indique l'âge de 60 ans pour définir la notion de « personne âgée » mais le corps médical[pas clair] constate un basculement dès 45-50 ans.

## Les seniors et le bénévolat
Les seniors constituent un réservoir important dans le monde du bénévolat, les plus de 65
ans ont un taux d’engagement de 51%.
Les Senior expert bénévole(s) sont regroupés dans quatre associations :
- OTECI (Office Technique d’Études et de Coopération Internationale)[22],
- ECTI[23],
- AGIR[24],
- Entente des générations pour l'emploi et l'entreprise (EGEE)[25]

Au niveau européen, les associations de Seniors Experts Bénévoles sont regroupées au sein du CESES.
Le CESES est constitué de 21 organismes de type associatif, de 14 pays de la Communauté Européenne et qui comprend environ 24 000 bénévoles.

## Emploi des seniors
En France, la retraite à 60 ans est instaurée en 1982. Puis la loi Roudy de 1983 (promouvant l’égalité professionnelle homme-femme, incluant des dispositions pour les seniors. 
Dans les années 1980, les entreprises en difficulté prennent l'habitude de préparer des « plans sociaux », consistant souvent à mettre en préretraite des salariés n'ayant pas encore atteint l'âge légal de la retraite. En évitant les licenciements « secs », elles préservaient leur réputation, diminuaient leur charge salariale, en accroissaient la par des juniors, espérant ainsi gagner en productivité. Macro-économiquement parlant, on espérait ainsi libérer des emplois pour les plus jeunes et résoudre le problème du chômage. Avec le recul, on a constaté que le revenu des seniors passés en préretraite était financé par les caisses de retraite au lieu d'être financé par l'assurance chômage, et que les entreprises perdaient souvent des compétences utiles, alors que chômage persistait à un haut niveau en raison des gains de productivité. Parallèlement, la fin du Baby-boom a déséquilibré les régimes de retraite, ceux-ci, dans des régimes de retraite par répartition, étant financés par une plus faible proportion d'actifs, pour une proportion croissante d'inactifs liée également au vieillissement démographique.
Tous les Gouvernements occidentaux cherchent à augmenter l'âge légal de départ à la retraite, pour réduire le déficit des régimes de retraite. Ils encouragent pour cela l'emploi des seniors, avec des dispositifs de formation continue et de reconversion professionnelle cherchant à suivre les évolutions du marché du travail, à mieux lutter contre l’usure professionnelle, la pénibilité au travail, les discriminations liées à l'âge négatives (discrimination à l’embauche notamment). 
C'est le cas en France où, avec un taux d’emploi de 37,8 % pour les 55-64 ans en 2005, le pays se situe très en dessous de la moyenne européenne (42,5 %) et loin de la cible de 50 % en 2010 fixée au niveau communautaire. Selon le Céreq (août 2023), 70 % des seniors souhaitent encore évoluer professionnellement avant leur retraite. selon la Dares, de 2005 à 2020, le taux d'emploi des 55-64 ans a fortement augmenté : il est de 56,9% en 2022. 
Le taux d'activité des seniors varie fortement en fonction de l'âge : 80,9% pour les 55-59 ans et 41,6 % pour les 60-64, le plus haut taux depuis 50 ans. Cela est en partie dû aux effets de la réforme des retraites. 
Les Gouvernements ont pris depuis 2008 un ensemble de mesures en faveur de l'emploi des seniors. En 2024, Bruno Lemaire souhaite réduire la durée d'indemnisation des seniors au chômage pour les inciter à retrouver un emploi.

## Annexe